# Ramón Ayerra
Ramón Ayerra (Segovia, 1 januari 1937 - Madrid, 1 juli 2010) was een Spaanse auteur en humorist.
Ayerra studeerde rechten en werkte als ambtenaar. Met zijn roman Los terroristas bereikte hij de finale van de Premio Planeta. Zijn stijl is expressionistisch en werd beïnvloed door het tremendisme van Camilo José Cela.

## Werken
- La España Imperial, Barcelona: Editorial Sedmay, 1977. Heruitgegeven als La España imperial: notas de viaje Barcelona: Laia, 1981
- Las amables veladas con Cecilia. Madrid: Digesa, 1978.
- Los ratones colorados. Pamplona: Ed. Peralta, 1979
- Crónica de un suceso lamentable. Barcelona: Laertes, 1980
- La tibia luz de la mañana. Barcelona: Laia, 1980
- Los terroristas. Barcelona: Planeta 1981
- El jardín de las naciones Madrid: Debate, 1981
- Shir Bathimbal va de viaje. Barcelona: Argos Vergara, 1982
- Metropol. Barcelona: Laia, 1982
- Una meditación holandesa. Madrid: Penthalon, 1982
- La lucha inútil. Madrid: Debate, 1984
- El jardín de los Nielsen. Madrid: Huerga & Fierro, 2003
- Apuntes sobre el maestro: libro homenaje a Agapito Marazuela (samen met anderen; redactie Eugenio Urrialde). Segovia: Comisión de homenaje de Agapito Marazuela, 1984
- Un caballero ilustrado: relatos Madrid: Huerga y Fierro, 1998
- El capitán y la gloria: novela Madrid: Huerga y Fierro, 2004
- El crimen del Paseo de la Habana Segovia: Caja de Ahorros de Segovia, 1991
- Crónica de Heriberto de Prusia, Abab de Lingen; teksten van Ramón Ayerra met illustraties van Joaquín Capa. Madrid: Joaquín Capa, 1981
- Los días más aciagos Madrid: Ediciones Libertarias, 1990
- Gente ligera de cascos Madrid: Huerga y Fierro, 2000
- El largo camino Barcelona: Pirene, 1988
- Las pequeñas cuestiones. Proloog van Luis Felipe Vivanco. Madrid: Cultura Hispánica, 1973
- Plaza Weyler: cuentos Madrid: Huerga y Fierro, 1996
- Portugueses Madrid: Libertarias, 1992